# C&A
西雅衣家（C&A）是总部设在比利时布鲁塞尔的一家国际服装设计和销售公司。其下子品牌包括Clockhouse、Westbury和Your Sixth Sense。在欧洲许多地方设有大型专卖店。主要销售价廉物美的休闲装。